# Miguel Alfonso Herrero
Miguel Alfonso Herrero Javaloyas (Burjassot, 29 juli 1988) - alias Míchel - is een Spaans voetballer die bij voorkeur als offensieve middenvelder speelt.

## Clubcarrière
Míchel komt uit de jeugdopleiding van de club uit zijn geboortestad, Burjassot CF. In 2007 trok hij naar Valencia CF. Hij debuteerde onder Unai Emery in de Primera División tegen FC Barcelona op 6 december 2008. Ervoor speelde hij al mee in de Copa del Rey tegen Club Portugalete, waarin hij scoorde. Op 3 maart 2009 mocht hij voor het eerst in de basiself beginnen tegen CD Numancia. In juni 2010 werd hij voor één seizoen uitgeleend aan Deportivo La Coruña om meer speelminuten op te doen. Hij speelde slechts acht wedstrijden bij Deportivo. In juli 2011 werd hij opnieuw uitgeleend, ditmaal aan Hércules CF. Bij Hércules speelde hij 38 competitiewedstrijden, waarin hij 13 keer scoorde. In juli 2012 vertrok hij transfervrij naar Levante UD. In 36 competitiewedstrijden scoorde hij 5 doelpunten voor Levante. Valencia CF merkte de goede prestaties van Míchel op en maakte gebruik van een clausule in het contract van Míchel waarin staat dat Valencia hem voor een bedrag van €420.000 kan terugkopen. Míchel tekende een driejarig contract bij Valencia CF en keerde zo na één jaar afwezigheid terug bij zijn ex-club.
1 Masip ·
2 L. Pérez ·
3 García ·
4 Olivas ·
5 Sánchez ·
6 González ·
7 Guardiola ·
8 K. Pérez ·
9 Weissman ·
10 Plano ·
11 Hervías ·
12 Orellana ·
13 Roberto ·
14 Alcaraz ·
15 El Yamiq ·
16 André ·
17 Mesa ·
18 Janko ·
19 Toni ·
20 Fede ·
21 Míchel  ·
22 Nacho ·
23 Rubio ·
24 Joaquín ·
40 Jota ·
Coach: Sergio